# Gradina (Derventa)
Pour les articles homonymes, voir Gradina.
Gradina (en serbe cyrillique : Градина) est un village de Bosnie-Herzégovine. Il est situé dans la municipalité de Derventa et dans la république serbe de Bosnie. Selon les premiers résultats du recensement bosnien de 2013, il compte 115 habitants.

## Démographie

### Répartition de la population par nationalités (1991)
En 1991, le village comptait 418 habitants, répartis de la manière suivante, :